# Liste der Kulturdenkmale im Stadtbezirk Wabe-Schunter-Beberbach
Die Liste der Kulturdenkmale im Stadtbezirk Wabe-Schunter-Beberbach umfasst einen Teil der Kulturdenkmale im Braunschweiger Stadtbezirk Wabe-Schunter-Beberbach, größtenteils basierend auf dem Braunschweiger Leit- und Informationssystem BLIK und Veröffentlichungen der Denkmalschutzbehörde Braunschweig.

## Kulturdenkmale
| Bild                               | Bezeichnung                        | Lage                                      | Beschreibung | Bauzeit         | Eingetragen seit | Denkmal- nummer |
| ---------------------------------- | ---------------------------------- | ----------------------------------------- | --- | --------------- | ---------------- | --------------- |
| weitere Bilder                     | Alter Bahnhof Querum               | Querum Forststraße 11                     | |                 |                  |                 |
| weitere Bilder                     | Alte Dorfkirche und Kriegerdenkmal | Querum Hinter der Kirche 3 Karte          | Neoromanische alte Dorfkirche aus dem Jahr 1864 und Kriegerdenkmal aus dem Jahr 1924. |                 |                  |                 |
| Alter Ortskern                     | Alter Ortskern                     | Gliesmarode Karl-Hintze-Weg Karte         | Der alte Ortskern von Gliesmarode, das 1031 erstmals urkundlich erwähnt wurde. |                 |                  |                 |
| weitere Bilder                     | Bahnhof                            | Riddagshausen Ebertallee 44F Karte        | Bahnhof aus Fachwerk an der Bahnstrecke Braunschweig-Magdeburg. Erbaut in den 1930er Jahren. | 1930er Jahre    |                  |                 |
| Bauernhäuser                       | Bauernhäuser                       | Riddagshausen Zwischen den Bächen Karte   | Gruppe von alten Bauernhäusern aus Fachwerk. Diese stammen aus dem Braunschweiger Land und wurden auf eine Initiative in den Jahren 1968 bis 1980 nach Riddagshausen versetzt. |                 |                  |                 |
| Bockwindmühle Victoria Luise       | Bockwindmühle Victoria Luise       | Riddagshausen Riddagshäuser Weg Karte     | Die Bockwindmühle wurde 1836 mit Tragelementen von 1799 in Remlingen errichtet. Im September 1979 wurde sie auf die Lünischhöhe in Riddagshausen umgesetzt und wieder betriebsfähig gemacht. | 1836            |                  |                 |
| Bugenhagenkirche                   | Bugenhagenkirche                   | Gliesmarode Berliner Straße Karte         | Moderne Kirche aus dem Jahr 1936. Taufstein und Taufrelief von 1961 von Kurt Edzard. Altar (1978), Kanzel (1985) und Kruzifix (1986) von Jürgen Weber. Orgel von 1991 von Siegfried Bürger. | 1936            |                  |                 |
| Diakonisches Werk                  | Diakonisches Werk                  | Riddagshausen Klostergang 66 Karte        | |                 |                  |                 |
| Ehemalige Dorfschule von 1746      | Ehemalige Dorfschule von 1746      | Querum Hinter der Kirche 1 Karte          | Dorfschule von 1746 |                 |                  |                 |
| Ehemalige Dorfschule von 1890      | Ehemalige Dorfschule von 1890      | Querum Bevenroder Straße 37 Karte         | Dorfschule von 1890 |                 |                  |                 |
| Ehemalige Mühle                    | Ehemalige Mühle                    | Bienrode Altmarkstraße 36A Karte          | Ehemalige Wassermühle, die durch die Schunter angetrieben wurde. |                 |                  |                 |
| Ehemaliges Gasthaus Wiesental      | Ehemaliges Gasthaus Wiesental      | Querum Bevenroder Straße                  | |                 |                  |                 |
| weitere Bilder                     | Ehemaliger Reichsjägerhof          | Riddagshausen Ebertallee 44 Karte         | Ehemaliger Reichsjägerhof aus Fachwerk. Erbaut in den 1930er Jahren. | 1930er Jahre    |                  |                 |
| weitere Bilder                     | Empfangsgebäude des Flughafens     | Lilienthalplatz 5 Karte                   | Empfangsgebäude aus dem Jahr 1939 für den am 28. Mai 1936 errichteten Flughafen Braunschweig. | 1939            |                  |                 |
| Erhaltene Bauernhäuser             | Erhaltene Bauernhäuser             | Waggum Rabenrodestraße Karte              | Erhaltene Bauernhäuser (Niederdeutsche Hallenhäuser) im Dorfkern von Waggum. |                 |                  |                 |
| weitere Bilder                     | Gliesmaroder Turm                  | Gliesmarode Berliner Straße 104-105 Karte | Gebäude aus Fachwerk und Massivbau, das an der Stelle von Vorgängerbauten errichtet wurde. Es enthält u. a. Bausubstanz aus dem 18. Jahrhundert. | 18. Jahrhundert |                  |                 |
| weitere Bilder                     | Grüner Jäger                       | Riddagshausen Ebertallee 50 Karte         | Gebäude aus Fachwerk, die bis ins Jahr 1744 zurückgehen. | 18. Jahrhundert |                  |                 |
| Kirche St. Petri-Johannes          | Kirche St. Petri-Johannes          | Waggum Feuerbrunnen 15 Karte              | Kirche im neoromanischen Stil aus dem Jahr 1882. Sie wurde anstelle einer abgerissenen mittelalterlichen Kirche erbaut, von der nur der Turmquader erhalten blieb. Die Kirche ist stilistisch an den Braunschweiger Dom angelehnt. 1944 und 1945 wurde sie stark beschädigt und wurde anschließend repariert. Von 1991 bis 1997 wurde sie nach altem Muster wieder ausgemalt durch den Dommaler Adolf Quensen. | 1882            |                  |                 |
| Kirche Zur Heiligen Dreifaltigkeit | Kirche Zur Heiligen Dreifaltigkeit | Bienrode Altmarkstraße Karte              | Im 12. Jahrhundert erbaute Kirche im romanischen Stil. Im 19. Jahrhundert Erneuerung und Umbau der Kirche. Der Turm diente als Flucht- und Befestigungsturm im Schuntergrenzbereich. | 12. Jahrhundert |                  |                 |
| weitere Bilder                     | Klosterbezirk                      | Riddagshausen Klostergang Karte           | Ehemaliges Zisterzienserkloster aus dem 12. Jahrhundert. Gruppe aus mehreren Bauwerken. | 12. Jahrhundert |                  |                 |
| weitere Bilder                     | Klosterkirche St. Mariae           | Riddagshausen Klostergang 65 Karte        | Frühgotische dreischiffige Pfeilerbasilika mit Querschiff, Rechteckchor, Chorumgang und Kapellenkranz. Baubeginn war 1216, die Schlussweihe fand 1275 statt. Taufe, Kanzel, Hochaltar und Lettner wurden nach der Reformation als Holzschnitzkunst gefertigt. Dachreiter als Glockenträger über der Vierung.                                                                                                   | 1216–1275       |                  |                 |
| BW                                 | Mühle                              | Gliesmarode Karl-Hintze-Weg 1 Karte       | Eine ehemalige Wassermühle, die durch die Wabe angetrieben wurde. |                 |                  |                 |
| Pfarrhof                           | Pfarrhof                           | Bevenrode Grasseler Straße 88 Karte       | Pfarrhof von Bevenrode mit Pfarramtsgebäude aus Fachwerk aus dem Jahr 1802. | 1802            |                  |                 |
| weitere Bilder                     | Querumer Burgwall                  | Feuerbergweg Karte                        | Eine ehemalige mittelalterliche Turmhügelburg aus der zweiten Hälfte des 12. Jahrhunderts. Sie wurde 1307 als verlassen bezeichnet. Von 2005 bis 2006 wurde sie teilweise rekonstruiert. | 12. Jahrhundert |                  |                 |
| Renaissanceportal                  | Renaissanceportal                  | Riddagshausen Klostergang 66 Karte        | Integriert in das Gebäude des Diakonischen Werkes. |                 |                  |                 |
| Rest einer Windmühle               | Rest einer Windmühle               | Bevenrode An der Mühle 6 Karte            | Rest einer alten Windmühle. |                 |                  |                 |
| Schmiedetor                        | Schmiedetor                        | Riddagshausen Klostergang Karte           | |                 |                  |                 |
| Siechenkapelle                     | Siechenkapelle                     | Riddagshausen Klostergang 65 Karte        | 1305 gestiftete Kapelle. Eines der ältesten erhaltenen Gebäude des ehemaligen Zisterzienserklosters. | 1305            |                  |                 |
| St. Peter und Paul                 | St. Peter und Paul                 | Bevenrode Grasseler Straße 88 Karte       | Ursprünglich romanische Kirche aus der Zeit um 1170. 1876 grundlegende Erneuerung im neoromanischen Stil. | 12. Jahrhundert |                  |                 |
| Stellwerk Gs                       | Stellwerk Gs                       | Gliesmarode Grünewaldstraße Karte         | Das Stellwerk Gs (für Gliesmarode Süd) entstand um 1915. | ca. 1915        |                  |                 |
| weitere Bilder                     | Torhaus und Frauenkapelle          | Riddagshausen Klostergang 64 Karte        | Klosterpforte aus der zweiten Hälfte des 12. Jahrhunderts mit Fachwerkhaus, Verbindungsbau und einer Kapelle aus dem 13. Jahrhundert. | 12. Jahrhundert |                  |                 |
| Wohnhaus Am Kreuzteich 8           | Wohnhaus Am Kreuzteich 8           | Riddagshausen Am Kreuzteich 8 Karte       | Ehemaliges Amtsgericht. | 18. Jahrhundert |                  |                 |
| Wohnhaus Johanniterstraße 3        | Wohnhaus Johanniterstraße 3        | Riddagshausen Johanniterstraße 3 Karte    | Massivbau aus dem 19. Jahrhundert. | 19. Jahrhundert |                  |                 |
| Wohnhaus Johanniterstraße 7        | Wohnhaus Johanniterstraße 7        | Riddagshausen Johanniterstraße 7 Karte    | Bäuerliches Fachwerkhaus aus dem 17. Jahrhundert. | 17. Jahrhundert |                  |                 |
| Wohnhaus Nehrkornweg 2             | Wohnhaus Nehrkornweg 2             | Riddagshausen Nehrkornweg 2 Karte         | Fachwerkhaus aus dem 18. Jahrhundert. | 18. Jahrhundert |                  |                 |
| Wohnhaus Stresemannstraße 3        | Wohnhaus Stresemannstraße 3        | Riddagshausen Stresemannstraße 3 Karte    | Wohnhaus in historisierendem Fachwerk aus dem 19. Jahrhundert. | 19. Jahrhundert |                  |                 |
| BW                                 | Wohnhaus Stresemannstraße 4        | Riddagshausen Stresemannstraße 4 Karte    | Wohnhaus in historisierendem Fachwerk aus dem 19. Jahrhundert. | 19. Jahrhundert |                  |                 |